# Agnes von Frankreich (1260–1327)

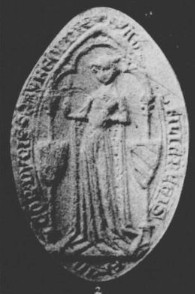
Agnes von Frankreich

Agnes von Frankreich (* 1260; † 19. Dezember 1325 oder 1327 im Schloss Lantenay (Côte-d’Or)) war eine französische Prinzessin aus der Dynastie der Kapetinger. Von 1279 bis 1306 war sie Herzogin von Burgund.

## Leben
Agnes war das jüngste von elf Kindern des französischen Königs Ludwig IX. des Heiligen und der Margarete von der Provence. Ihr Vater konnte sie zu seinen Lebzeiten nicht mehr verheiraten; in seinem Testament vom Februar 1270 hinterließ er ihr aber einen Geldbetrag von 10.000 Livres.
Ludwig IX. starb am 25. August 1270,  woraufhin sein ältester noch lebender Sohn als Philipp III. der Kühne neuer König wurde. Dieser verlobte seine jüngere Schwester Agnes am 20. Oktober 1272 mit Robert von Burgund, der kurz danach den burgundischen Herzogsthron bestieg. Die Hochzeit des Paares fand erst 1279 statt.
Nach dem Tod ihres Mannes († 21. März 1306) regierte Agnes für ihren unmündigen Sohn und Nachfolger Hugo V. das Herzogtum Burgund bis zum 9. November 1311. Ihn verlobte sie 1303 mit ihrer Großnichte Katharina von Valois, wofür auch 1307 eine päpstliche Dispens erteilt wurde. Der Brautvater, Karl von Valois, nahm allerdings Abstand zu dem Eheprojekt und kündigte es gegen den Widerstand von Agnes auf. Diese suchte auch ihre Töchter möglichst gut zu verheiraten. In strikter Anwendung eines königlichen Erlasses ließ Agnes während ihrer Regentschaft jüdisches Vermögen beschlagnahmen. Hugo V. übernahm Ende 1311 selbst die Herrschaft. Von ihrem Sohn verlangte die Herzoginwitwe u. a. konsequent die Überweisung aller Einkünfte aus ihrem Wittum sowie die Ausbezahlung ihrer Mitgift. Im Mai 1315 verstarb Hugo IV. im Alter von nur etwa 21 Jahren, und ihm folgte sein jüngerer Bruder Odo IV. als Herzog Burgunds.
Als König Ludwig X., der mit Agnes’ Tochter Margarete verheiratet war, nur ein Jahr nach deren in Kerkerhaft eingetretenem Tod selbst am 5. Juni 1316 starb und auch sein aus zweiter Ehe stammender postumer Sohn Johann I. am 19. November 1316 nur wenige Tage nach der Geburt verschied, wollte der einstweilen als Regent fungierende Bruder Ludwigs X., Philipp (V.), neuer König Frankreichs werden. Auf Ansporn seiner Mutter Agnes trat Odo IV. entschieden gegen das Vorhaben Philipps auf, indem er argumentierte, Johanna, die Tochter Ludwigs X. und Margaretes, sei die Erbin der Kronen Frankreichs und Navarras. Die Krönung Philipps V. fand aber trotz der dagegen erhobenen Einwände der dabei anwesenden Agnes am 9. Januar 1317 in Reims statt. Die Herzoginwitwe versuchte noch den Adel der Champagne aufzuwiegeln, verzichtete aber schließlich gemeinsam mit Odo IV. im März 1318 für Johanna auf deren möglichen Sukzessionsrechte in Frankreich, wofür Philipp V. für den Fall, dass er ohne männliche Erben sterben sollte, Johannas Nachfolgerecht in Navarra-Champagne garantierte.
Offenbar maß Agnes der Bewahrung des Andenkens ihres Vaters große Bedeutung bei. Sie besaß sein Psalter und ließ ihm eine Kapelle in der Sainte-Chapelle in Dijon errichten. Nach ihrem Tod wurde Agnes, die ihr erstes Testament 1310 gemacht und im Mai 1323 sowie November 1325 erneuert hatte, in der Abtei Cîteaux an der Seite ihres Gemahls Robert II. bestattet.

## Nachkommen
Aus der Ehe gingen folgende Kinder hervor:
- Johann (* wohl 1279; † wohl 1283)
- Margarete (* wohl 1285; † vor 1290)
- Blanka (* wohl 1288; † 28. Juli 1348 in Dijon), begraben in der dortigen Franziskanerkirche, ⚭ 1307 Eduard von Savoyen († 1329)
- Margarete (* 1290, † 1315) ⚭ 1305 Ludwig X. (* 1289; † 1316) 1305 König von Navarra, 1314 König von Frankreich
- Johanna, genannt die Lahme (la Boiteuse) (* um 1293; † 1348/49) ⚭ 1313 Philipp VI. (* 1293; † 1350) 1325 Graf von Valois, 1328 König von Frankreich,
- Hugo V. (* 1294; † 1315) 1306 Herzog von Burgund, Titularkönig von Thessaloniki, Pair von Frankreich
- Odo IV. (* 1295; † 1350) 1315 Herzog von Burgund, 1316–1321 Titularkönig von Thessaloniki, Fürst von Achaia, 1330 Pfalzgraf von Burgund und Graf von Artois, Auxonne und Chalon-sur-Saône, Herr von Salins ⚭ 1318 Johanna III. (* 1308; † 1347), Pfalzgräfin von Burgund, Gräfin von Artois, Herrin von Salins etc., Tochter des Königs Philipp V.
- Ludwig (* 1297; † 1316) 1315 Titularkönig von Thessaloniki, 1313 Fürst von Achaia und Morea ⚭ 1313 Mathilde von Hennegau (* 1293; † 1331) 1301 Fürstin von Achaia und Morea
- Maria (* 1298) ⚭ 11. Februar 1310 im Château de Montbard mit Herzog Eduard I. von Bar (* 1296; † 1336) (Haus Scarponnois)
- Robert (* wohl 1302; † 19. Oktober 1334) 1321 Graf von Tonnerre, begraben im Kloster Cîteaux